# Conclave de 1903
El Conclave papal de juliol de 1903 va ser un conclave convocat després de la mort del papa Lleó XIII el 20 de juliol de 1903. En ell, va ser elegit com el seu successor el cardenal Giuseppe Melchiore Sarto, qui va prendre el nom de Pius X.

## Situació del Col·legi Cardenalici
El juliol de 1903, hi havia un total de seixanta-quatre cardenals, tots ells amb dret d'elecció del nou pontífex que foren convocats al conclave que s'esdevingué a Roma del 31 de juliol al 4 d'agost següent, però només n'hi assistiren seixanta-dos. Efectivament, l'italià  Michelangelo Selesia, O.S.B.Cas., cardenal del títol de S. Prisca, arquebisbe de Palerm, excusà l'assistència per motius de salut. D'altra banda, l'australià  Francis Patrick Moran, cardenal del títol de S. Susanna, arquebisbe de Sydney, arribà a Roma quan l'elecció ja s'havia consumat i, per tant, el conclave ja havia estat dissolt.
Entre els assistents hi havia dos cardenals catalans: el barceloní Salvador Casañas i Pagès, cardenal del títol de Ss. Quirico e Giulitta, bisbe de Barcelona, i el llavanerenc Josep de Calassanç Vives i Tutó, O.F.M.Cap., cardenal-diaca de S. Adriano, definidor general de l'Orde Caputxí.
El segon dia de conclave es produí un fet del tot obsolet, però que aleshores encara era legítim canònicament: el cardenal Jan Maurycy Pawel Puzyna z Kozielsko, del títol de Ss. Vitale, Valeria, Gervasio e Protasio, bisbe-príncep de Cracòvia, presentà en nom de l'emperador Francesc Josep I d'Àustria-Hongria el veto contra la possible elecció com a papa del cardenal Mariano Rampolla del Tindaro, del títol de S. Cecilia, secretari d'estat. El conclave expressà la seva protesta unànime per aquesta intromissió d'un poder civil i continuà amb els seus treballs, per bé que el cardenal vetat retirà la seva candidatura.
Finalment a la setena votació, el quart dia de conclave, fou elegit papa l'italià Giuseppe Melchiorre Sarto, cardenal del títol de S. Bernardo alle Terme, patriarca de Venècia, el qual adoptà el nom de Pius X.

## Cardenals convocats
Aquesta llista dels cardenals convocats està ordenada per continents; dintre de cada continent per data del consistori en el qual foren creats cardenals, i dintre de cada consistori, per ordre de prelació. De cada cardenal s'indica el bisbat suburbicari, el títol o la diaconia, a més dels càrrecs que ocupava (vigents, emèrits i/o anteriors) en el moment de la convocatòria del conclave:

### Amèrica
- James Gibbons, cardenal del títol de S. Maria in Trastevere (1887), arquebisbe de Baltimore, Maryland, abans bisbe titular d'Adramittio i vicari apostòlic de Carolina del Nord, bisbe de Richmond, Virgínia, i bisbe titular d'Ionopolis i coadjutor de Baltimore, successivament (Estats Units).

### Europa
- Liugi Oreglia di Santo Stefano, cardenal-bisbe d'Ostia i de Velletri, abans cardenal-bisbe de Porto i Santa Rufina, abans cardenal-bisbe de Palestrina, abans cardenal del títol de S. Anastasia (1873), degà del Col·legi Cardenalici, camarlenc, prefecte de la Congregació Cerimonial, abans arquebisbe titular de Damiata, internunci als Països Baixos, nunci a Bèlgica, nunci a Portugal i prefecte de la Congregació d'Indulgències, successivament (Itàlia).
- José Sebastião de Almeida Neto, O.F.M., cardenal del títol de Ss. XII Apostoli (1884), protoprevere, patriarca emèrit de Lisboa, abans bisbe d'Angola (Portugal).
- Michelangelo Selesia, O.S.B.Cas., cardenal del títol de S. Marco, abans cardenal del títol de S. Prisca (1884), arquebisbe de Palerm, abans abat mitrat de Farfa i bisbe de Patti, successivament. No assistí al conclave per malaltia (Itàlia).
- Alfonso Capecelatro di Castelpagano, Orat., cardenal del títol de S. Maria del Popolo, abans cardenal del títol de Ss. Nereo ed Achilleo (1885), arquebisbe de Càpua (Itàlia).
- Benoît-Marie Langénieux, cardenal del títol de S. Giovanni a Porta Latina (1886), arquebisbe de Reims, abans bisbe de Tarbes (França).
- Serafino Vannutelli, cardenal-bisbe de Porto-Santa Rufina, abans cardenal-bisbe de Frascati, abans cardenal del títol de S. Girolamo degli Schiavoni, abans cardenal del títol de S. Sabina (1887), vicedegà del Col·legi Cardenalici, abans arquebisbe titular de Nicea i delegat apostòlic a l'Equador, Perú, Colòmbia, Veneçuela, Salvador, Guatemala, Costa Rica, Hondures i Nicaragua, nunci a Bèlgica i a l'Imperi Austrohongarès, arquebisbe de Bolonya, prefecte de la Congregació de l'Índex i penitenciari major, successivament (Itàlia).
- Mariano Rampolla del Tindaro, cardenal del títol de S. Cecilia (1887), secretari d'estat, abans arquebisbe titular d'Eraclea i nunci a Espanya (Itàlia).
- Vincenzo Vannutelli, cardenal-bisbe de Palestrina, abans cardenal del títol de S. Silvestro in Capite, abans cardenal in pectore (1889), prefecte del Tribunal de la Signatura Apostòlica, prefecte de la Congregació del Concili i de la Congregació de la Immunitat Eclesiàstica, abans arquebisbe titular de Sardes i visitador apostòlic a Constantinoble, internunci al Brasil i a Portugal, successivament (Itàlia).
- François-Maria-Benjamin Richard de la Vergne, cardenal del títol de S. Maria in Via (1889), arquebisbe de París, abans bisbe de Bellay i bisbe titular de Larissa i coadjutor de París, successivament (França).
- Pierre-Lambert Goossens, cardenal del títol de S. Croce in Gerusalemme (1889), arquebisbe de Malines, abans bisbe de Namur (Bèlgica).
- Luigi Macchi, cardenal-diaca de S. Maria in Via Lata, abans cardenal-diaca de S. Maria in Aquiro (1889), protodiaca, majordom i prefecte del Palau Apostòlic (Itàlia).
- Anton-Joseph Gruscha, cardenal del títol de S. Maria degli Angeli (1891), arquebisbe de Viena, abans bisbe titular de Carre (Imperi Austrohongarès).
- Mario Mocenni, cardenal-bisbe de Ciutat de Sabina, abans cardenal del títol de S. Bartolomeo all'Isola (1893), substitut de la secretaria d'estat, abans arquebisbe titular d'Eliopoli di Fenicia i delegat apostòlic a l'Equador, Perú, Colòmbia, Veneçuela, Salvador, Guatemala, Costa Rica, Hondures i Nicaragua, nunci al Brasil (Itàlia).
- Angelo Di Pietro, cardenal del títol de S. Lorenzo in Lucina, abans cardenal del títol de Ss. Bonifacio ed Alessio (1893), datari papal, abans bisbe titular de Nissa i auxiliar de Velletri, bisbe titular de Nazianz i delegat apostòlic al Paraguai, l'Uruguai i l'Argentina, nunci al Brasil, a Baviera i a Espanya, successivament (Itàlia).
- Michael Logue, cardenal del títol de S. Maria della Pace (1893), arquebisbe d'Armagh, abans bisbe de Raphoe i bisbe titular d'Anazarbe i coadjutor d'Armagh, successivament (Irlanda).
- Kolos Ferenc Vaszary, O.S.B., cardenal del títol de Ss. Silvestro e Martino ai Monti (1893), arquebisbe d'Esztergom (Imperi Austrohongarès).
- Georg von Kopp, cardenal del títol de S. Agnese fuori le mura (1893), arquebisbe de Breslau, abans bisbe de Fulda (Alemanya).
- Adolphe-Louis-Albert Perraud, Orat., cardenal del títol de S. Pietro in Vincoli, abans cardenal in pectore (1893), bisbe d'Autun, abans superior general de la Confederació de l'Oratori (França).
- Victor-Lucien-Sulpice Lecot, cardenal del títol de S. Pudenziana (1893), arquebisbe de Bordeus, abans bisbe de Dijon (França).
- Sant Giuseppe Melchiorre Sarto, cardenal del títol de S. Bernardo alle Terme (1893), patriarca de Venècia, abans bisbe de Màntua. Va ser elegit papa amb el nom de Pius X (Itàlia).
- Andreas Steinhuber, S.J., cardenal-diaca de S. Agata alla Suburra, abans cardenal in pectore (1893), prefecte de la Congregació de l'Índex, abans prefecte de la Congregació d'Indulgències (Alemanya).
- Beat Ciriaco María Sancha y Hervás, cardenal del títol de S. Pietro in Montorio (1894), arquebisbe de Toledo i patriarca de les Índies Occidentals, abans bisbe titular d'Areópolis i auxiliar de Toledo, bisbe d'Àvila, bisbe de Madrid-Alcalá i arquebisbe de València, successivament (Espanya).
- Domenico Svampa, cardenal del títol de S. Onofrio (1894, arquebisbe de Bolonya, abans bisbe de Forlì (Itàlia).
- Andrea Carlo Ferrari, cardenal del títol de S. Anastasia (1894), arquebisbe de Milà, abans bisbe de Guastalla i bisbe de Como, successivament (Itàlia).
- Francesco Segna, cardenal-diaca de S. Maria in Portico Campitelli (1894), arxiver de la Seu Apostòlica (Itàlia).
- Francesco di Paola Satolli, cardenal-bisbe de Frascati, abans cardenal del títol de S. Maria in Aracoeli (1895), prefecte de la Congregació d'Estudis i arxipreste de la Basílica de Sant Joan del Laterà, abans arquebisbe titular de Naupacte i delegat apostòlic als Estats Units d'Amèrica (Itàlia).
- Girolamo Maria Gotti, O.C.D. cardenal del títol pro illa vice de S. Maria della Scala (1895), prefecte de la Congregació de Propaganda Fide, abans arquebisbe titular de Petra i internunci al Brasil, prefecte de la Congregació d'Indulgències i prefecte de la Congregació dels Bisbes, sucessivament (Itàlia).
- Salvador Casañas i Pagès, cardenal del títol de Ss. Quirico e Giulitta (1895), bisbe de Barcelona, abans bisbe titular de Ceramus i administrador apostòlic d'Urgell, bisbe d'Urgell i copríncep d'Andorra, successivament (Espanya).
- Achille Manara, cardenal del títol de S. Pancrazio, bisbe d'Ancona (Itàlia).
- Antonio Agliardi, cardenal-bisbe d'Albano, abans cardenal del títol in commendam de S. Lorenzo in Damaso, abans cardenal del títol de Ss. Nereo ed Achileo (1896), canceller de la Santa Església Romana, abans arquebisbe titular de Cesarea di Palestina i delegat apostòlic a l'Índia, nunci a Baviera i a l'Imperi Austrohongarès, successivament (Itàlia).
- Domenico Ferrata, cardenal del títol de S. Prisca (1896), prefecte de la Congregació dels Sagraments i arxipreste de la Basílica de Sant Joan del Laterà, abans arquebisbe titular de Tessalonica i nunci a Bèlgica, nunci a França, prefecte de la Congregació d'Indulgències i prefecte de la Congregació de Bisbes, successivament (Itàlia).
- Serafino Cretoni, cardenal del títol de S. Maria sopra Minerva (1896), prefecte de la Congregació de Ritus, abans arquebisbe titular de Damasco i nunci a Espanya i prefecte de la Congregació d'Indulgències, sucessivament (Itàlia).
- Giuseppe Prisco, cardenal del títol de S. Sisto, abans cardenal-diaca de S. Cesareo in Palatio (1896), arquebisbe de Nàpols (Itàlia).
- Raffaele Pierotti, O.P., cardenal-diaca de Ss. Cosma e Damiano (1896), mestre del Sacre Palau (Itàlia).
- José Maria Martín de Herrera y de la Iglesia, cardenal del títol de S. Maria in Traspontina (1897), arquebisbe de Sant Jaume de Galícia, abans bisbe de Santiago de Cuba (Espanya).
- Pierre-Hector Coullié, cardenal del títol de Sma. Trinità al Monte Pincio (1897), arquebisbe de Lió, abans bisbe d'Orleans (França).
- Joseph-Marie-Guillaume Labouré, cardenal del títol de S. Maria Nuova (1897), arquebisbe de Rennes, abans bisbe de Le Mans (França).
- Giovanni Battista Casalli del Drago, marchese di Rioffreddo, cardenal del títol de S. Maria della Vittoria (1899), patriarca titular de Constantinoble dels Llatins (Itàlia).
- Francesco di Paola Cassetta, cardenal del títol de S. Crisogono i cardenal-diaca in commendam de Ss. Vito, Modesto e Crescenzia (1899), bisbe titular d'Amatus, bisbe titular de Nicomèdia i patriarca titular d'Antioquia, successivament (Itàlia).
- Giuseppe Francica Nava di Bontifè, cardenal del títol de Ss. Giovanni e Paolo (1899), arquebisbe de Catània, abans bisbe titular d'Alabanda i auxiliar de Caltanissetta, bisbe titular d'Eraclea i nunci a Bèlgica i a Espanya, successivament (Itàlia).
- Gennaro Portanova, cardenal del títol de S. Clemente (1899), arquebisbe de Reggio Calabria, abans bisbe d'Ischia (Itàlia).
- François-Désiré Mathieu, cardenal del títol de S. Sabina (1899), arquebisbe emèrit de Tolosa de Llenguadoc, abans bisbe d'Angers (França).
- Pietro Respighi, cardenal del títol de Ss. IV Coronati (1899), vicari general de la diòcesi de Roma, abans bisbe de Guastalla i arquebisbe de Ferrara, successivament (Itàlia).
- Agostino Richelmy, cardenal del títol de S. Eusebio (1899), arquebisbe de Torí, abans bisbe d'Ivrea (Itàlia).
- Alessandro Sanminiatelli Zabarella, cardenal prevere de Ss. Marcellino e Pietro, abans cardenal in pectore (1899), patriarca titular de Constantinoble dels Llatins, abans arquebisbe titular de Tiana i gran almoiner (Itàlia).
- Francesco Salesio Della Volpe, cardenal-diaca de S. Maria in Aquiro, abans cardenal in pectore (1899), prefecte econòmic de la Congregació de Propaganda Fide (Itàlia).
- Josep de Calassanç Vives i Tutó, O.F.M.Cap., cardenal-diaca de S. Adriano (1899), definidor general de l'Orde Caputxí (Espanya).
- Sebastiano Martinelli, O.E.S.A., cardenal del títol de S. Agostino (1901), arquebisbe titular d'Èfes i delegat apostòlic als Estats Units d'Amèrica. (Itàlia).
- Casimiro Gennari, cardenal del títol de S. Marcello (1901), arquebisbe titular de Naupacte, abans bisbe de Conversano (Itàlia).
- Lev Skrbenský z Hriste, cardenal del títol de S. Stefano al Monte Celio (1901), arquebisbe de Praga (Imperi Austrohongarès).
- Giulio Boschi, cardenal del títol de S. Lorenzo in Panisperna (1901), arquebisbe de Ferrara, abans bisbe de Todi i bisbe de Senigallia (Itàlia).
- Jan Maurycy Pawel Puzyna z Kozielsko, cardenal del títol de Ss. Vitale, Valeria, Gervasio e Protasio (1901), bisbe-príncep de Cracòvia, abans bisbe titular de Memphis i auxiliar de Lviv dels Llatins (Imperi Austrohongarès).
- Bartolomeo Bacilieri, cardenal del títol de S. Bartolomeo all'Isola (1901), bisbe de Verona, abans bisbe titular de Nisa i coadjutor de Verona (Itàlia).
- Luigi Tripepi, cardenal-diaca de S. Maria in Dominica (1901), prefecte de la Congregació d'Indulgències (Itàlia).
- Felice Cavagnis, cardenal-diaca de S. Maria ad Martires (1901), secretari de la Congregació d'Afers Extraordinaris de l'Església (Itàlia).
- Carlo Nocella, cardenal del títol de S. Callisto (1903), patriarca titular de Constantinoble dels Llatins, abans patriarca titular d'Antioquia (Itàlia).
- Beniamino Cavicchioni, cardenal del títol de S Maria in Aracoeli (1903), arquebisbe titular de Nazianzo i secretari de la Congregació del Concili, abans arquebisbe titular d'Amida i delegat apostòlic a l'Equador, al Perú i a Bolívia (Itàlia).
- Andrea Aiuti, cardenal del títol de S. Girolamo degli Schiavoni (1903), arquebisbe titular de Damiata i nunci a Portugal, abans arquebisbe titular d'Acrida i delegat apostòlic a l'Índia i nunci a Baviera, successivament (Itàlia).
- Emidio Taliani, cardenal prevere en espera de títol (1903), arquebisbe de Sebaste i nunci a l'Imperi Austrohongarès (Itàlia).
- Sebastián Herrero y Espinosa de los Monteros, Orat., cardenal del títol de Ss. Bonifacio ed Alessio (1903), arquebisbe de València, abans bisbe de Conca, de Vitòria, d'Oviedo i de Còrdova, successivament (Espanya).
- Johannes Baptist Katschthaler, cardenal del títol de S. Tommaso in Parione (1903), arquebisbe-príncep de Salzburg, abans bisbe titular de Cybistra i auxiliar d'aquella arxidiòcesi (Imperi Austrohongarès).
- Anton Hubert Fischer, cardenal del títol de Ss. Nereo ed Achilleo (1903), arquebisbe de Colònia (Alemanya), abans bisbe titular de Juliopolis i auxiliar d'aquella arxidiòcesi (Alemanya).

### Oceania
- Francis Patrick Moran, cardenal del títol de S. Susanna (1885), arquebisbe de Sydney, abans bisbe d'Ossory. No assistí al conclave perquè quan hi arribà l'elecció papal ja havia tingut lloc. (Austràlia).

### Resum
| D'Àfrica  | Cap          |
| D'Amèrica | 1 cardenal   |
| D'Àsia    | Cap          |
| D'Europa  | 62 cardenals |
| D'Oceania | 1 cardenal   |
| Total     | 64 cardenals |

Dels quals
- 6 eren cardenals-bisbes (Europa 6)
- 50 eren cardenals-preveres o de títol (Amèrica 1; Europa 48; Oceania 1)
- 8 eren cardenals-diaques (Europa 8)